# Begraafplaats van Annel
De Begraafplaats van Annel is een gemeentelijke begraafplaats, gelegen in Annel, een gehucht van de Franse gemeente Longueil-Annel in het departement Oise. Ze ligt langs de Allée de Châtaigniers op 1.850 m ten zuidwesten van het centrum van de gemeente (gemeentehuis). 

## Brits oorlogsgraf
Op de begraafplaats ligt een perk met 1 Britse gesneuvelde uit de Eerste Wereldoorlog. Het graf is van Victor Reginald Brooke, majoor bij de 9th (Queen's Royal) Lancers. Hij werd onderscheiden met de Order of the Indian Empire en de Distinguished Service Order (CIE, DSO).
Het graf staat bij de Commonwealth War Graves Commission geregistreerd onder Annel Communal Cemetery